# NGC 5885
NGC 5885 é uma galáxia espiral barrada (SBc) localizada na direcção da constelação de Libra. Possui uma declinação de -10° 05' 09" e uma ascensão recta de 15 horas, 15 minutos e 04,2 segundos.
A galáxia NGC 5885 foi descoberta em 9 de Maio de 1784 por William Herschel.